# Ант-Мен и Осата: Квантомания
„Ант-Мен и Осата: Квантомания“ (на английски: Ant-Man and the Wasp: Quantumania) е американско фентъзи за eдноименните персонажи на „Марвел Комикс“. Режисьор е Пейтън Рийд, сценарият е на Джеф Ловнес. Това е 31-ият филм в „Киновселената на Марвел“ и е продължение на филмите „Ант-Мен и Осата“ (2018) и „Отмъстителите: Краят“ (2019). Това е първият филм от Пета Фаза и премиерата е в САЩ на 17 февруари 2023 г.

## Актьорски състав
| Актьор            | Роля                  |
| ----------------- | --------------------- |
| Пол Ръд           | Скот Ланг / Ант-Мен   |
| Еванджелин Лили   | Хоуп ван Дайн / Осата |
| Майкъл Дъглас     | Ханк Пим              |
| Мишел Пфайфър     | Джанет ван Дайн       |
| Катрин Нютон      | Каси Ланг             |
| Джонатан Мейджърс | Канг Завоевателя      |